# Aroideana; Journal of the International Aroid Society
Aroideana; Journal of the International Aroid Society (abreviado Aroideana) es una revista con ilustraciones y descripciones botánicas que es editada en Miami por la International Aroid Society desde el año 1978.